# Whinney Hill (Durham)
Whinney Hill – wieś w Anglii, w hrabstwie ceremonialnym Durham, w dystrykcie (unitary authority) Stockton-on-Tees. Leży 26 km na południowy wschód od miasta Durham i 350 km na północ od Londynu.